# John Chapple
John Chapple, né le 27 mai 1931 à Londres (Maida Vale) et mort le 25 mars 2022 à Salisbury (Royaume-Uni), est un homme politique britannique.
Field marshal le 14 février 1992, il est gouverneur de Gibraltar d'avril 1993 à décembre 1995.